# Gabriella Cohen
Gabriella Cohen (Torino, 1954) è una danzatrice italiana.
Diplomatasi al Teatro alla Scala di Milano ed al Teatro Bol'šoj di Mosca viene riconosciuta dalla critica italiana come "l'erede della grande tradizione del balletto classico italiano".
Una carriera internazionale, la partnership con grandi danzatori quali Attilio Labis, Patrice Bart, Raffaele Paganini, Vladimir Derevianko e la volontà di recare nel mondo lo stile di danza italiano.
All'età di 16 anni partecipa alla tournée europea dei "Giovani Solisti del Bol'šoj" ed è la prima volta per una danzatrice italiana; in seguito sarà ospite fra l'altro, del [London Festival Ballet], dell'Opera di Budapest, del Ballet Royal de Wallonie, di svariate compagnie europee oltre che di tutti i principali teatri italiani, svolgendo numerose tournée in Inghilterra, Belgio, Israele, Ungheria, Francia, Germania, Stati Uniti, Porto Rico e Canada.
Nei primi anni settanta si esibisce al Centro per le Sperimentazioni Artistiche di Boissano con il recital "Musica per una Ballerina". Fra il pubblico lo scultore Cèsar, il pittore Arman e la vedova di Lucio Fontana. In seguito a questo evento, viene ritratta dal celebre artista della pop art, Andy Warhol.
"Gonfalone d'Oro", "Sagitario d'Oro" 1979, Premio Positano Léonide Massine 1973 e 1987 oltre diversi altri premi e riconoscimenti. Partecipa in qualità di ospite in programmi televisivi italiani, spagnoli, francesi e belgi. Per la RAI fra l'altro ha presentato per due anni consecutivi il Festival Internazionale del Balletto.
Ha riscosso successi come coreografa con "Le Nozze d'Aurora", "Romeo e Giulietta", "Coppélia", "Lo schiaccianoci", "Jonathan Livingston" e svariate altre coreografie originali. Attualmente si dedica anche all'insegnamento. Direttrice artistica della manifestazione "Danzare Europa", presenzia nelle giurie di diversi concorsi coreografici e tiene stages in tutta italia. Collabora da diversi anni con l'Istituto per la Formazione Coreutica di Bergamo per il quale crea diverse coreografie ed è docente di repertorio.